# 渡辺克巳
渡辺 克巳（わたなべ かつみ、1941年10月17日 - 2006年1月29日）は、岩手県盛岡市出身の写真家。新宿を舞台に活動した写真家の一人。

## 人物・来歴
盛岡第一高等学校の定時制に通うかたわら、毎日新聞社盛岡支局で補助員の仕事に就き、写真の面白さを知る。
高校卒業後、国鉄に入社するが、写真への思いが断ちがたく1961年に上京。翌年から5年間、東條会館に勤務し、スタジオ撮影を学ぶ。
1965年から、新宿で「1ポーズ3枚1組200円」でポートレート撮影を請け負う「流しの写真屋」になる。
1973年、「カメラ毎日」6月号の新人写真家紹介ページ「アルバム」に「新宿・歌舞伎町」を発表し話題を呼ぶ。「新宿・歌舞伎町」はこの年の「アルバム」の最優秀作品に与えられる「カメラ毎日」アルバム賞を受賞。同年、写真集『新宿群盗伝』（薔薇画報社）刊行。
その後も新宿で写真を撮る一方、焼き芋屋、写真館経営などを経て「フォーカス」「週刊文春」などで週刊誌カメラマンとして活動。
1998年、写真集『新宿』により日本写真協会年度賞受賞。
2006年1月29日肺炎により死去。
2006年11月、ニューヨークのアンドリュー・ロス・ギャラリーで写真展「KATSUMI WATANABE」開催。写真展開催に合わせてアンドリュー・ロス編集による写真集「Gangs of Kabukicho」が刊行された。
2008年2月、東京のワタリウム美術館で写真展「流しの写真屋　渡辺克巳　1965-2000」展開催。
2011年4月、写真集『新宿、インド、新宿』刊行。森山大道、秋山祐徳太子、小泉悦子（渡辺克巳夫人）らが寄稿している。
サンフランシスコ近代美術館に作品が収蔵されている。

## 主要展覧会
- 初覗夜大伏魔殿／荻窪シミズ画廊／1974年1月13日～1月20日
- SHINJUKU'80／新宿マーガレット／1980年4月
- 真夜中のストリートエンジェル／銀座ニコンサロン／1980年8月
- 渡辺克巳の新宿20年／銀座ニコンサロン／1985年1月22日～1月27日
- ごちゃまぜ天国／コニカフォトギャラリー東京・大阪・名古屋／1993年
- KATSUMI WATANABE／アンドリュー・ロス・ギャラリー、N.Y.／2006年11月9日～12月2日
- 流しの写真屋 渡辺克巳 1965-2005／ワタリウム美術館／2008年2月9日～4月20日
- 渡辺克巳 写真展 1982 印度／汐花 SEKKA・BORDERLESS SPACE／2011年9月23日～10月30日

## 著書・写真集
- 『新宿群盗伝』（薔薇画報社、1973年）
- 『新宿群盗伝伝』（晩声社、1982年）
- 『ディスコロジー』（晩声社、1982年）
- 『新宿 1965-97』（新潮社、1997年）
- 『Hot Dog　新宿1999-2000』（ワイズ出版、2001年）
- 『Gangs of Kabukicho』 （PPP Editions、2006年）
- 『新宿、インド、新宿』 （ポッド出版、2011年）

## ビデオ・ディスク
- 『ナマステ』（ビクター、1987年）